# Catadysia
Catadysia là chi thực vật có hoa trong họ Cải.